# Spesse volte
Spesse volte (en español, Muchas veces) es la sexagésima octava encíclica del papa León XIII, datada el 5 de agosto de 1898. Publicada en el Acta Sanctae Sedis en italiano, seguida de una versión en latín (Saepenumero), va dirigida a los obispos, el clero y el pueblo de la nación italiana. 

## Contexto histórico
León XIII se había dirigido ya al episcopado y al pueblo italiano denunciando los ataques a la Iglesia por parte del gobierno italiano. Tanto en Dall'alto dell'Apostolico Seggio, en 1890, como en Custodi di quella fede, en 1892, había denunciado medidas concretas que dificultaban la labor de la Iglesia, en algunos casos, despojándole de los bienes materiales con los que atendía espiritualmente a sus fieles, o con los que ejercía la caridad cristiana. 
En ambas encíclicas señalaba el papel que desempeñaba la masonería en esas medidas gubernamentales, y recordaba los beneficios que para la paz y justicia social reporta la actividad de la Iglesia y la actitud cristiana de respeto a la autoridad y el cumplimiento de los deberes ciudadanos. En Inimica vis, en 1892, se había dirigido a los obispos, indicándoles de la necesidad de mantenerse vigilantes y activos ante los peligros de la masonería.
En esta encíclica el papa recuerda algunas de esas advertencias pero, ante todo, responde a lo ocurrido durante el primer semestre de 1898. Desde el 14 de diciembre del año anterior, presidía el Consejo de Ministros el  marqués de Rudini, del partido Derecha histórica; las condiciones económicas de los trabajadores, el encarecimiento del pan y la mala gestión del superávit público dieron lugar a motines populares durante el primer semestre del año. Especialmente graves fueron los tumultos en Milán provocados por los socialistas (5 y 6 de mayo de 1898), reprimidos sangrientamente con intervención del ejército. La represión de esos hecho incluyó, de modo injustificado, la supresión de más de seis mil comités locales de la Opera dei Congressi y de otras instituciones católicas.

## Contenido de la encíclica
Spesse volte, nel corso del Nostro Pontificato, mossi dalle sacre ragioni dell'Apostolico ministero, dovemmo levar lamento e protesta in occasione di atti compiuti, a detrimento della Chiesa e della religione, da coloro che, per vicenda di ben noti rivolgimenti, reggono la cosa pubblica in Italia.
Muchas veces, durante el transcurso de Nuestro Pontificado, movidos por las sagradas razones del Ministerio Apostólico, hemos tenido que quejarnos y protestar con ocasión de acciones realizadas, en perjuicio de la Iglesia y de la religión, por quienes, debido a los cambios bien conocidos, gobiernan la cosa pública en Italia..

Ante la supresión injustificada de un número considerable de instituciones católicas el papa considera necesario volver a manifestar su dolor, considera oportuno recordar el origen, la necesidad de esas instituciones y sus valores religiosos y morales, así como la finalidad benéfica a la que se dirigen. Ciertamente desde que el poder de los papas fue derrotado, el nuevo poder civil ha ido quitando gradualmente a la Iglesia sus medios de acción: se cerraron conventos y monasterios, se confiscaron bienes eclesiásticos, se impuso el servicio militar a los clérigos, y el ministerio eclesiástico fue dificultades con disposiciones arbitrarias e injustas. 
El papa avanza una considera que resulta central en la encíclica: "la religión es fuente de prosperidad y grandeza de una nación y el fundamento principal de toda ciudad bien ordenada"; y explica cómo ha quedado conmovido ante los sangrientos disturbios producidos en Italia los últimos meses, también su sorpresa y dolor al comprobar que el poder civil, lejos de buscar los autores de aquellos hechos entre los que atacan el orden y la seguridad de la sociedad, propagando el naturalismo  y el materialismo científico y político, se atreve a acusar a los católicos de alteradores del orden y echarles la culpa de esos levantamientos sediciosos. 

Y nuestro dolor aumentó aún más cuando tales calumnias siguieron a acontecimientos arbitrarios y violentos: muchos de los principales y más valiosos periódicos católicos fueron suspendidos o suprimidos; los comités parroquiales y diocesanos, prohibidos; las reuniones de conferencias, dispersadas, algunas instituciones quedaron inactivas y otras amenazadas, cuando su único objetivo es aumentar la piedad entre los fieles, o la caridad pública y privada; [...] así ha quedado destruido, en unas pocas horas tormentosas, el trabajo paciente, caritativo y modesto de muchos años.

Se trata, explica el papa, de actuación arbitraria y contraria a la leyes vigentes que permite a los católicos -como a todos los ciudadanos- unirse para promover el bien moral y material de sus vecinos, o practicar al piedad. Con las medidas adoptadas se ofende también al mismo papa que ha aprobado y bendecido esas instituciones. Se acusa a las sociedades católicas de tendencias contrarias al actual sistema político de Italia; pero esa idea se basa en un malentendido. En realidad, los católicos italianos evitan cualquier tipo de conspiración o rebelión contra los poderes públicos; es esta una actitud que se apoya en los valores religiosos que asumen. 

Pero los católicos italianos, precisamente por ser católicos, no pueden ignorar el deseo de que a su Supremo Líder se le devuelva la independencia necesaria y la plenitud de la libertad verdadera y efectiva, condición indispensable para la libertad y la independencia de la Iglesia católica.

Por esto los católicos no pueden contribuir a mantener el estado actual de las cosas, este es el motivo por el que permanecen ajenos a la política; su acción se concentra en el campo social y religioso, pero de ese modo tratan de moralizar a la población, manteniéndolas unidas a la Iglesia y aleadas del socialismo y de la anarquía, inculcando el respeto al principio de la autoridad. Esta actitud no permite considera a los católicos enemigos del país.
Ante esta actuación de las autoridades civiles, la encíclica alienta a los católicos a vivir fielmente la unidad con el papa, recordándoles, con San Ambrosio, que Ubi Petrus, ibi Ecclesia (donde está Pedro está la Iglesia); así pide a los Obispos que continúen avivando la piedad de los fieles y preservándoles de los errores y seducciones que le rodean; y a los fieles, les recuerda cómo en siglos pasados, ante situaciones especialmente difíciles, el papado fue salvaguarda del pueblo católico; por esto les pide que se mantengan con valentía dentro de los límites de la ley, y obedientes a sus pastores.